# Кенцелерешть
Кенцелерешть, Кенцелерешті (рум. Cănțălărești) — село у повіті Васлуй в Румунії. Входить до складу комуни Штефан-чел-Маре.
Село розташоване на відстані 281 км на північний схід від Бухареста, 13 км на північний захід від Васлуя, 47 км на південь від Ясс, 148 км на північ від Галаца.

## Населення
За даними перепису населення 2002 року у селі проживали 252 особи, усі — румуни. Усі жителі села рідною мовою назвали румунську.